# Oronzo Albanese

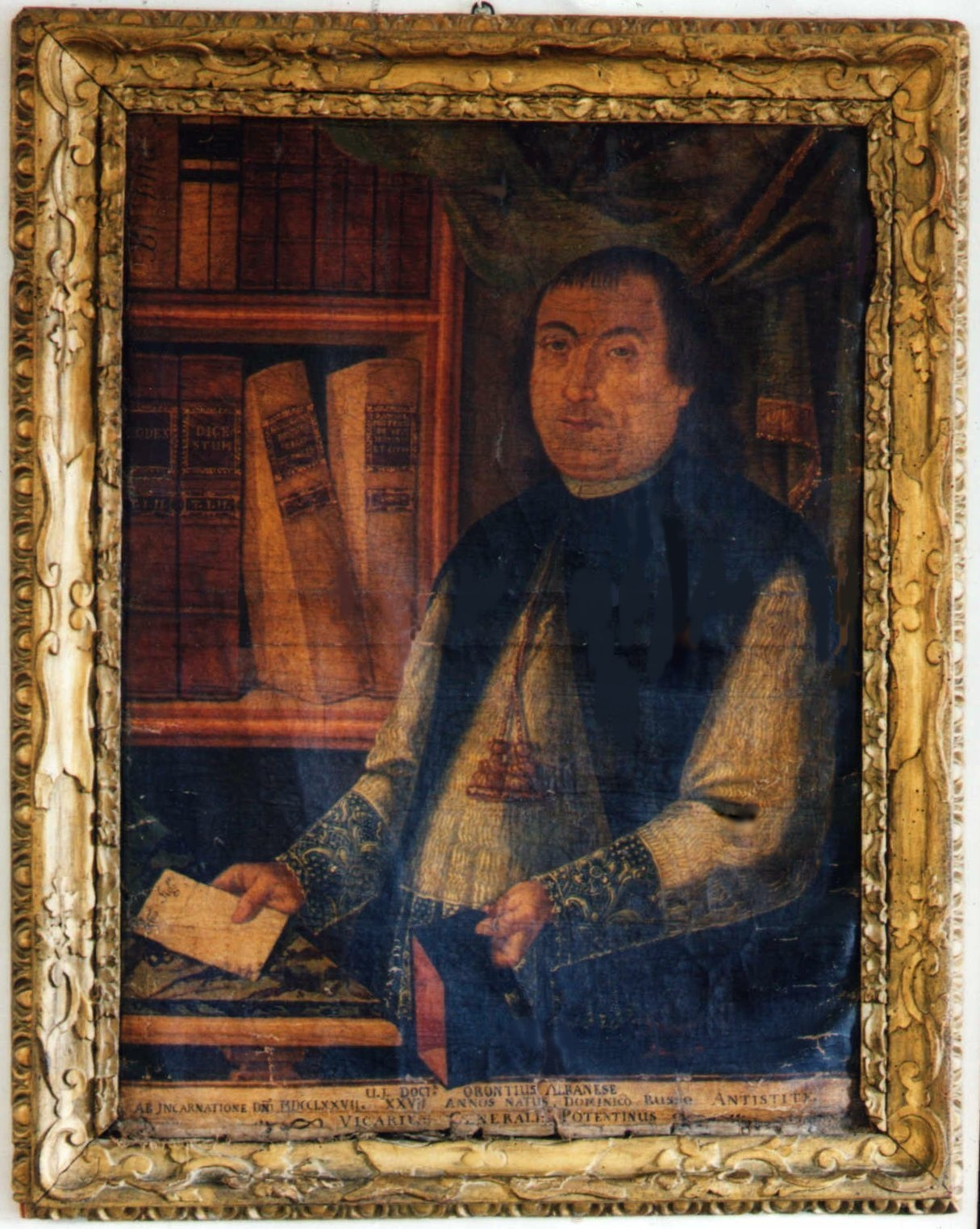
"U.J. Doct. Orontius Albanese, ab incarnatione dni MDCCLXXVII, XXVII annus natus, Dominico Russo Anti. - Vicarius Generalis Potentinus "

Oronzo Albanese (Tolve, 1748 – Matera, 30 dicembre 1799) è stato un presbitero e rivoluzionario italiano, fu giurisperito e docente di filosofia e teologia nel seminario di Potenza.

## Vita
Nato a Tolve nel 1748 da Antonio (o Giuseppe), morto prematuramente attorno ai trent’anni, e da Camilla Pappalardo, fu ordinato sacerdote nel 1766. Divenne Vicario del Vescovo di Potenza, Andrea Serao, a ventisei anni.
Esperto di diritto canonico e civile (U. J. Doct.), fu un sacerdote democratico ed uomo di grande cultura, attingendo alle idee dell’Illuminismo ed entrando in contatto con Mario Pagano e Domenico Cirillo, oltre a Francesco Caracciolo e Ignazio Ciaia.
Fu sostenitore della Repubblica Napoletana; partecipò ai moti giacobini del 1799 costituendo una guardia civica ed innalzando l’Albero della Libertà a Tolve l'8 febbraio 1799. Nel Vulture il moto, di cui Albanese fu uno dei protagonisti, assunse anche confuse connotazioni di riscatto sociale e a Tolve i "lavoratori precari e forestieri" costituivano il 16% della popolazione. 
Fu catturato dai sanfedisti del Cardinale Ruffo e incarcerato a Matera, giustiziato il 30 dicembre 1799; sul patibolo, rifiutò i sacramenti.
Alla sua memoria fu eretta una lapide sulla facciata del Palazzo del Municipio di Napoli; a Tolve, gli è stata intitolata la Scuola Elementare.

## Nella letteratura
Nel romanzo storico "Rosso Cardinale" il giornalista inglese Peter Nichols ricostruisce così il discorso del Cardinale Ruffo del 23 maggio 1799 ad Altamura:
Signori, vorrei sapeste che prima di procedere oltre io intendo cancellare ogni traccia di repubblicanesimo. Ho ordinato l'arresto di tutti i noti ispiratori della ribellione, a prescindere dagli elenchi che abbiamo compilato a Matera. Per esempio, ho scritto al Primo Alfiere e Quartiermastro Michele Mattia, che come sapete è l'uomo sul quale possiamo più contare a Miglionico, comandandogli di andare a Tolve ad arrestare un certo Oronzo Albanese sul conto del quale non ho dubbi. È un traditore. Basta il cognome. I suoi antenati giunsero insieme con quei ribelli albanesi che fuggirono dal proprio paese e si stabilirono qui più di due secoli fa, e anzi si dice che egli sia un diretto discendente del loro eroe Skanderberg che guidò la rivolta albanese contro gli ottomani. Ho sempre considerato un errore che i buoni Avi del nostro Re avessero permesso a quei profughi di stabilirsi nel nostro paese. Chi è stato ribelle una volta lo sarà sempre.

## Famiglia Albanese
Verosimile è la parentela con il patriota Giuseppe Leonardo Albanese.
In una memoria scritta dall’ultima erede della famiglia Albanese a Tolve, Maria Saveria, sposa al medico e sindaco di Tolve Domenico Raffaele Pastore, si riporta che la famiglia era originaria di Noci, in Puglia, e che un capostipite fu Ionno (Giovanni) Albanese, sposato questo a Camilla Mattia, altra distinta famiglia di Tolve. Il ramo si imparentò anche con i Baroni d’Erario e i Frisara.